# بابلو كروز
بابلو كروز (بالإنجليزية: Pablo Cruz)‏ (30 ديسمبر 1991 باسادينا الولايات المتحدة - ) هو لاعب كرة قدم أمريكي يلعب كلاعب وسط.